# Onthophagus bicarinaticeps
Onthophagus bicarinaticeps là một loài bọ cánh cứng trong họ Bọ hung (Scarabaeidae).